# 1514

## أحداث
- تأسيس مدينة سانتياغو دي كوبا على يد دييغو فيلازكيز دي كيولار وتقع حاليا في كوبا.
- تأسيس مدينة سانكتي سبريتوس وتقع حاليا في كوبا.
- تأسيس مدينة كاماغواي وتقع حاليا في كوبا.
- بناء مملكة البرتغال أول كنيسة مسيحية بمدينة آسفي.
- لويس الثاني عشر ملك فرنسا يعقد سلاما مع ماكسيمليان الأول.
- العثمانيون بقيادة سليم الأول ينتصرون على الصفويين بقيادة الشاه إسماعيل الصفوي في معركة جالديران ويدخلون عاصمتهم تبريز.

## مواليد
٭ فضيل بن علي الجمالي